# Jean-Pierre Augert
Jean-Pierre Augert (ur. 13 stycznia 1946 w Saint-Jean-de-Maurienne, zm. 15 lutego 1976 w Fontcouverte-la Toussuire) – francuski narciarz alpejski. Nie startował na żadnych mistrzostwach świata. Wziął udział w slalomie na igrzyskach w Grenoble w 1968 r., ale nie ukończył zawodów. Najlepsze wyniki w Pucharze Świata osiągnął w sezonach 1967/1968 i 1968/1969, kiedy to zajmował 15. miejsce w klasyfikacji generalnej.
Zginął zasypany lawiną. 
Jego bratankowie Jean-Noël Augert i Jean-Pierre Vidal oraz bratanica Vanessa Vidal również uprawiali narciarstwo alpejskie.

## Sukcesy

### Puchar Świata

#### Miejsca w klasyfikacji generalnej
- 1967/1968 – 15.
- 1968/1969 – 15.
- 1969/1970 – 45.

#### Miejsca na podium
1. Rossland – 29 marca 1968 (slalom) – 2. miejsce
2. Wengen – 6 stycznia 1969 (gigant) – 2. miejsce
3. Cortina d’Ampezzo – 9 lutego 1969 (zjazd) – 2. miejsce